# Heresiarches malaisei
Heresiarches malaisei är en stekelart som beskrevs av Heinrich 1970. Heresiarches malaisei ingår i släktet Heresiarches, och familjen brokparasitsteklar. Inga underarter finns listade.